# King Arthur’s Tomb
King Arthur’s Tomb – poemat angielskiego malarza i poety Williama Morrisa, opublikowany w tomie The Defence of Guenevere and Other Poems, wydanym w 1858 i wznowionym w 1875. Utwór nawiązuje do legend o królu Arturze i rycerzach Okrągłego Stołu. Został napisany przy użyciu zwrotki czterowersowej z rymem krzyżowym (abab). 

Hot August noon – already on that day
Since sunrise through the Wiltshire downs, most sad
Of mouth and eye, he had gone leagues of way;
Ay and by night, till whether good or bad
He was, he knew not, though he knew perchance
That he was Launcelot, the bravest knight
Of all who since the world was, have borne lance,
Or swung their swords in wrong cause or in right.

Poeta ozdabia tok wiersza aliteracją, na przykład Strange sleep, strange strife; sorry for my sin.